# Folvarkas gammeltroende kirke
Folvarkas gammeltroende kirke (lettisk:Foļvarkas vecticībnieku baznīca) er en blå kirke i Aglonas novads, Letland, nærmere bestemt i Kastuļinas pagasts. Kirken ligger ved søen Tuvais ezers. Konstruktionen af kirken begyndte i 1894, og den stod færdig i det 20. århundrede. I 1970'erne var kirken gentagne gange udsat for røveri, af 162 gamle ikoner blev kun et gammelt kors og et ikon efterladt. Senere har menigheden genmalet ikoner af de 12 apostle. Under anden verdenskrig stjal tyskerne den gamle kirkeklokke, men det lykkedes menigheden med nød og næppe at købe den tilbage med egen værdier.